# 1. Ukrán Front
Az 1. Ukrán Front (oroszul: Первый Украинский фронт) a szovjet Vörös Hadsereg hadseregcsoport szintű katonai alakulata volt a második világháború időszakában.

## Az 1. Ukrán Front története
1943. október 20-án a Voronyezsi Frontot 1. Ukrán Fronttá nevezték át. Ez a név tükrözi a Vörös Hadsereg nyugati irányú offenzíváját a német Wehrmacht ellen, amellyel visszafoglalták Ukrajna nagy részét. Ez a Front 1944-ben és 1945-ben folyamatosan vívott csatákat Ukrajna, Lengyelország, Németország és Csehszlovákia területén. 1944-ben az alakulat más frontokkal együtt harcolt Korszun–Cserkaszi katlanban, továbbá Kamanyec-Podolszkij körzetében, ahol Hans Hube vezérezredes 1. páncéloshadserege által állított csapdába szorultak. Részt vettek a Lvov–Sandomierz offenzívában, eközben a fronthoz küldték erősítésnek az 1. és a 3. gárda-páncéloshadsereget, a 4. páncéloshadsereget, a 3. és az 5. gárdahadsereget, továbbá a 13., a 38. és a 60. hadsereget. Ezek után a front Ternopilnál küzdött.
1945-ben az 1. Ukrán Front részt vett a Visztula–Odera offenzívában, a sziléziai és a prágai hadműveletekben és a breslaui harcokban. Az egység harcolt a berlini offenzívában és Lengyelországban. A front kivette a részét a harcokból: Berlintől délre megsemmisítette a német 9. hadsereget. Végül az 1. Ukrán Front visszaverte a Wenck-hadsereget és a 9. hadsereg maradványait. A Front a győzelem után a Wehrmacht még ellenálló csapataival küzdött. A prágai hadművelet volt az utolsó második világháborús bevetésük. A háború után a Front katonái Magyarországon teljesítettek szolgálatot, ahol a vasfüggöny keleti oldalát őrizték.

## Parancsnokok
- Nyikolaj Vatutyin hadseregtábornok (1943. október 20. – 1944. március 2.)
- Georgij Zsukov, a Szovjetunió marsallja (1944. március 2. – 1944. május 24.)
- Ivan Konyev, a Szovjetunió marsallja (1944. május 24. – 1945. június 10.)

## Vezérkari főnökök
- Szergej Ivanov vezérőrnagy (1943. október 10. – 1943. november)
- A. N. Bogoljubov vezérőrnagy (1943. november – 1944. április)
- Vaszilij Szokolovszkij hadseregtábornok (1944. április – 1945. április)
- Ivan Petrov hadseregtábornok (1945. április – 1945. június 10.)

## Komisszárok
- K. V. Kranukov vezérőrnagy (1943. október 20.- 1945. június 10.)

## Hadseregek
Az alábbi hadseregek tartoztak az 1. Ukrán Front alá:
- 3. gárdahadsereg
- 13. hadsereg
- 5. gárdahadsereg
- 2. lengyel hadsereg
- 52. hadsereg
- 2. légihadsereg
- 3. gárda harckocsihadsereg
- 4. gárda harckocsihadsereg
- 28. hadsereg
- 31. hadsereg

## Fordítás
- Ez a szócikk részben vagy egészben  a(z)   1st Ukrainian Front című angol Wikipédia-szócikk fordításán alapul.  Az eredeti cikk szerkesztőit annak laptörténete sorolja fel. Ez a jelzés csupán a megfogalmazás eredetét és a szerzői jogokat jelzi, nem szolgál a cikkben szereplő információk forrásmegjelöléseként.